# Jocqueius
Jocqueius is een geslacht van kevers uit de familie van de loopkevers (Carabidae). De wetenschappelijke naam van het geslacht is voor het eerst geldig gepubliceerd in 1988 door Basilewsky.

## Soorten
Het geslacht Jocqueius is monotypisch en omvat slechts de volgende soort:
- Jocqueius malawicus Basilewsky, 1988